# Hervé Coué
Hervé Coué, né le 2 octobre 1919 au Vieil-Baugé (Maine-et-Loire), mort le 21 août 1944 à Hyères, est un combattant des Forces françaises libres pendant la Seconde Guerre mondiale, Compagnon de la Libération, qui s'illustre notamment à El Alamein.

## Biographie
Hervé Coué est le fils d'un chef de poste son père qui meurt alors qu'il n'a que 13 ans. Il doit alors quitter l'école ; il devient apprenti dans une imprimerie.
Il s'engage à dix-huit ans et se trouve en Syrie au début de la Seconde Guerre mondiale, avec le 24e régiment d'infanterie coloniale (24e RIC). Au moment de l'armistice, le 3e bataillon dont il fait partie refuse la défaite, choisit de répondre à l'appel du général de Gaulle et rejoint en juillet 1940 les forces anglaises à Nicosie, pour former avec la compagnie Folliot le 1er bataillon d'infanterie de marine (1er BIM), premier élément des Forces françaises libres. Son ralliement entraine la condamnation à mort d'Hervé Coué par les autorités de Vichy.
Coué combat avec la France libre au sein du bataillon d'infanterie de marine et du Pacifique, successivement en Syrie, en Libye, en mai-juin 1942 à Bir-Hakeim, en octobre 1942 à El Alamein où il dégage sous le feu ennemi le corps de son chef, ce qui lui vaut une citation à l'ordre du corps d'armée.
Avec son unité, il force la « ligne Mareth » et fait partie des vainqueurs de Takrouna le 13 mai 1943. Il se marie quatre mois plus tard en Tunisie le 18 décembre 1943, mais il refuse le travail qui lui est proposé dans un bureau d'état-major et préfère continuer à combattre. 
Coué embarque pour l'Italie en avril 1944 avec le bataillon de marche no 21 de la 1re division française libre. Le lendemain du débarquement en Provence, il meurt le 21 août 1944 à Hyères, tué dans en combat au corps à corps à la grenade.
Il est créé Compagnon de la Libération à titre posthume par le décret du 29 décembre 1944.

## Distinctions
- Chevalier de la Légion d'honneur
- Compagnon de la Libération par décret du 29 décembre 1944
- Croix de guerre 1939–1945
- Médaille coloniale